# Mark T. Sullivan

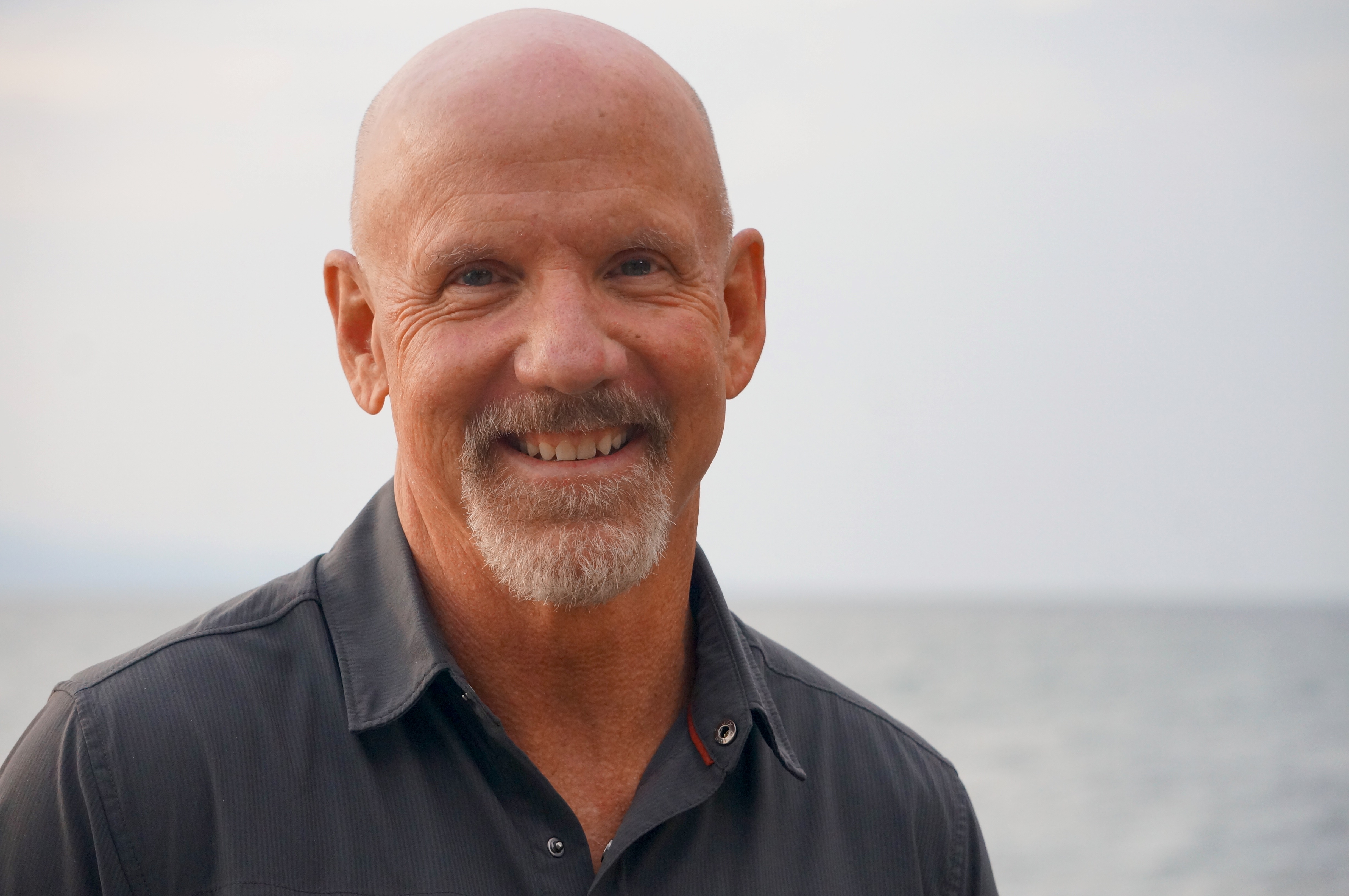
Mark T. Sullivan, 2012

Mark T. Sullivan (* 28. Juni 1958 in Medford bei Boston) ist ein US-amerikanischer Schriftsteller von Thrillern.

## Leben
Sullivan schloss 1980 das College mit einem BA in Englisch ab. Anschließend arbeitete er zwei Jahre für das Friedencorps in Agadez, Niger. Während dieser Zeit reiste er auch mit den dortigen Nomaden durch die Sahara. 1982 kehrte er in die USA zurück, um ein Journalismus-Studium an der Northwestern University aufzunehmen.
Im folgenden Jahr fing er an, neben dem Studium als Reporter zu arbeiten, ab 1984 schrieb er mehrere Enthüllungsreportagen, u. a. für die New York Times und New York Daily News und gab dafür sein Studium ganz auf. 1986 wechselte er nach San Diego zur dortigen San Diego Tribune. Beeinflusst durch seine Erfahrungen in Afrika, interessierte er sich mehr und mehr für die kulturellen Hintergründe, in denen er Reportagen verfasste. Er fokussierte sich auf diesen Bereich und schrieb darüber in den folgenden fünf Jahren. Für seine Reportagen wurde er zweimal für den Pulitzer-Preis nominiert, ging aber leer aus. 1990 verließ Sullivan San Diego und zog nach Utah und Wyoming.
Hier heiratete er seine Frau und wurde erstmals Vater eines Sohnes. 1994 erscheint nach langer Vorarbeit sein Debütroman, „The Fall Line“. Im gleichen Jahr zog er mit seiner Familie nach Vermont. 1995 erscheint sein zweiter Roman, „Hard News“. 1997 folgte sein dritter Roman, „The Purification Company“, der im Rahmen der Handlung den Jagdsport kritisch betrachtet. Dieser Roman ist in Deutschland zuerst unter dem Titel „Die Jägerin“ und nach einer Neuübersetzung unter dem Titel „Panic“ erschienen. Zwei Jahre später erschien sein vierter Roman, „Ghost Dance“, in Deutschland unter dem Titel „Geistertanz“ erhältlich.
Im gleichen Jahr zog er mit seiner Familie nach Montana um und lebt seitdem dort mit seiner Frau und seinen inzwischen zwei Söhnen. Zwei weitere Romane hat er zwischenzeitlich veröffentlicht, weitere sind geplant.

## Werke
- Geistertanz, („Ghost dance“), Goldmann Verlag, München 2000, ISBN 3-442-45058-6
  - Mystic, S. Fischer Verlag, 2010, ISBN 978-3-596-66099-5 (Neuübersetzung)
- Die Jägerin, („The purification ceremony“), Goldmann, München 2000, ISBN 3-442-44520-5
  - Panic, S. Fischer Verlag, 2006, ISBN 3-596-66097-1 (Neue Auflage)
- 66095: Gefangen im Labyrinth, („66095“). S. Fischer Verlag, 2002, ISBN 3-596-66095-5
- Toxic: Der Biss – Das Feuer – Die Hölle, („The serpent's kiss“) S. Fischer Verlag, Dezember 2005, ISBN 978-3-596-66096-4
- Limit: Reich – Gewissenlos – Tot, S. Fischer Verlag, 2008, ISBN 978-3-596-66098-8
- 18 – Das tödliche Gebot, („Brotherhood of Thieves“) S. Fischer Verlag, 2012, ISBN 978-3-596-66100-8
- Private Berlin: Der Tag der Rache, („Private Berlin“), Goldmann Verlag, 2013, ISBN 978-3-442-47925-2
- Der Monddrache, („Outlaw“), S. Fischer Verlag, 2014, ISBN 978-3-596-66101-5
- Unter blutrotem Himmel, („Beneath a Scarlet Sky“), Tinte & Feder, 2018, ISBN 978-1-5039-5008-5
- Das letzte grüne Tal,(„The Last Green Valley“), Tinte & Feder, 2021, ISBN 2-496-70563-8.

### Nicht übersetzt
- The Fall Line. Pinnacle Books, New York 1994, ISBN 0-7860-0176-3
- Hard News. Pinnacle Books, New York 1996, ISBN 0-7860-0322-7

### Hörbücher
- Toxic: Der Biss – Das Feuer – Die Hölle, gelesen von Wolfram Koch, Argon Verlag, 2008, ISBN 978-3-86610-682-6